# Max Casella
Max Casella, pseudonimo di Maximilian Deitch (Washington, 6 giugno 1967), è un attore statunitense, noto soprattutto come interprete del personaggio di Benny Fazio nella serie televisiva de I Soprano e come voce del personaggio di Daxter nella serie videoludica di Jak and Daxter.

## Biografia
Nato a Brooklyn, borough di New York, figlio di un giornalista statunitense di origine ebraica e di un'assistente sociale statunitense di origini italiane, per la sua carriera d'attore utilizza il cognome da nubile della madre. Caratterista attivo in modo continuativo dalla fine degli anni ottanta (dopo alcune comparsate da bambino), ha avuto il ruolo di Vinnie nel telefilm Doogie Howser (1989-1993). Nella serie televisiva dell'HBO I Soprano è Benny Fazio (28 episodi). In seguito, sempre all'HBO, è nel cast della prima stagione di Boardwalk Empire - L'impero del crimine (2010), di nuovo nel ruolo di un malavitoso italoamericano (è uno dei fratelli D'Alessio) e in Vinyl (2016) nel ruolo di Julie Silver. A teatro recita nel ruolo di Timon nella produzione di Broadway del musical Il Re Leone.
Ha lavorato anche come doppiatore. Nel 2001 ha infatti doppiato Daxter il coprotagonista della serie di videogiochi Jak and Daxter. 
Ha lavorato con importanti registi quali Tim Burton, Sam Mendes, Spike Lee e Woody Allen.

## Filmografia parziale

### Attore

#### Cinema
- Gli strilloni (Newsies), regia di Kenny Ortega (1992)
- Ed Wood, regia di Tim Burton (1994)
- Sergente Bilko (Sgt. Bilko), regia di Jonathan Lynn (1996)
- Ancora più scemo (Trial and Error), regia di Jonathan Lynn (1997)
- Terapia e pallottole (Analyze This), regia di Harold Ramis (1999)
- In amore niente regole (Leatherheads), regia di George Clooney (2008)
- Revolutionary Road, regia di Sam Mendes (2008)
- Passione, regia di John Turturro (2010)
- Cogan - Killing Them Softly (Killing Them Softly), regia di Andrew Dominik (2012)
- Blue Jasmine, regia di Woody Allen (2013)
- The Last of Robin Hood, regia di Richard Glatzer e Wash Westmoreland (2013)
- Gigolò per caso (Fading Gigolo), regia di John Turturro (2013)
- Oldboy, regia di Spike Lee (2013)
- A proposito di Davis (Inside Llewyn Davis), regia di Joel ed Ethan Coen (2014)
- Joker - Wild Card (Wild Card), regia di Simon West (2015)
- Jackie, regia di Pablo Larraín (2016)
- La legge della notte (Live by Night), regia di Ben Affleck (2016)
- La ruota delle meraviglie - Wonder Wheel (Wonder Wheel), regia di Woody Allen (2017)
- E poi c'è Katherine (Late Night), regia di Nisha Ganatra (2019)
- The Rhythm Section, regia di Reed Morano (2020)
- Paper Spiders, regia di Inon Shampanier (2020)
- Il bar delle grandi speranze (The Tender Bar), regia di George Clooney (2021)

#### Televisione
- Doogie Howser (Doogie Howser, M.D.) - serie TV (1989-1993)
- Law & Order - I due volti della giustizia (Law & Order) - serie TV (2002)
- Law & Order: Criminal Intent - serie TV, episodio 2x09 (2002)
- I Soprano (The Sopranos) - serie TV, 29 episodi (2001-2007) - Benny Fazio
- Boardwalk Empire - L'impero del crimine (Boardwalk Empire) – serie TV, 7 episodi (2010)
- Vinyl - serie TV (2016)
- Tulsa King - serie TV (2022-in corso)

### Doppiatore
- Dinosauri (Dinosaur) (2000)
- La sirenetta II - Ritorno agli abissi (The little Mermaid II - Return to the sea) (2000)
- Jak and Daxter (Jak and Daxter: The Precursor Legacy, Jak II: Renegade, Jak 3, Jak X, Jak and Daxter: Una sfida senza confini, PlayStation All-Stars Battle Royale)

## Doppiatori italiani
Nelle versioni italiano delle opere in cui ha recitato, Max Casella è stato doppiato da:
- Luigi Ferraro in In amore niente regole, Blue Jasmine, Gigolò per caso, A proposito di Davis, Jackie, La ruota delle meraviglie - Wonder Wheel, Law & Order: Unità Speciale
- Nanni Baldini in Doogie Howser, Il bar delle grandi speranze
- Enrico Di Troia in Boardwalk Empire - L'impero del crimine, Tulsa King
- Antonio Palumbo in Joker - Wild Card, The Rhythm Section
- Alessandro Tiberi in Gli strilloni
- Luca Dal Fabbro in Ed Wood
- Stefano Onofri in Sergente Bilko
- Stefano Crescentini in Ancora più scemo
- Stefano Billi ne I Soprano (st. 3)[5]
- Fabrizio Picconi ne I Soprano (st. 4-6)[5]
- Fabrizio Odetto in Law & Order: Criminal Intent
- Massimo Triggiani in Cogan - Killing Them Softly
- Roberto Certomà in Oldboy
- Alberto Bognanni in La legge della notte
- Fabrizio Vidale in Vinyl
- Francesco Meoni in Hawaii Five-0
- Francesco De Francesco in The Blacklist
- Paolo Macedonio in Ray Donovan
- Ambrogio Colombo ne La fantastica signora Maisel
- Luigi Scribani in The Night Of - Cos'è successo quella notte?
- Pasquale Anselmo in E poi c'è Katherine
- Christian Iansante in Caleidoscopio

Da doppiatore è sostituito da:
- Daniele Demma in Jak & Daxter: The Precursor Legacy, Jak II: Renegade, Jak 3, Jak X, Daxter, Jak and Daxter: Una sfida senza confini, PlayStation Move Heroes e PlayStation All-Stars Battle Royale
- Fabrizio Vidale ne La sirenetta II - Ritorno agli abissi
- Francesco Pezzulli in Dinosauri